# موسكا سوبوتا
موسكا سوبوتا (بالإنجليزية: Murska Sobota)‏ هي مستوطنة تقع في سلوفينيا في . يقدر عدد سكانها بـ 11,679 نسمة ومساحتها 14,5 كم2 وترتفع عن سطح البحر 190 متر.

## المناخ
يظهر الجدول التالي التغييرات المناخية على مدار السنة لموسكا سوبوتا:
| البيانات المناخية لـموسكا سوبوتا                                                                                   | البيانات المناخية لـموسكا سوبوتا | البيانات المناخية لـموسكا سوبوتا | البيانات المناخية لـموسكا سوبوتا | البيانات المناخية لـموسكا سوبوتا | البيانات المناخية لـموسكا سوبوتا | البيانات المناخية لـموسكا سوبوتا | البيانات المناخية لـموسكا سوبوتا | البيانات المناخية لـموسكا سوبوتا | البيانات المناخية لـموسكا سوبوتا | البيانات المناخية لـموسكا سوبوتا | البيانات المناخية لـموسكا سوبوتا | البيانات المناخية لـموسكا سوبوتا | البيانات المناخية لـموسكا سوبوتا |
| الشهر | يناير                            | فبراير                           | مارس                             | أبريل                            | مايو                             | يونيو                            | يوليو                            | أغسطس                            | سبتمبر                           | أكتوبر                           | نوفمبر                           | ديسمبر                           | المعدل السنوي                    |
| --- | -------------------------------- | -------------------------------- | -------------------------------- | -------------------------------- | -------------------------------- | -------------------------------- | -------------------------------- | -------------------------------- | -------------------------------- | -------------------------------- | -------------------------------- | -------------------------------- | -------------------------------- |
| الدرجة القصوى °م (°ف)                                                                                              | 16.4 (61.5)                      | 21.7 (71.1)                      | 25.6 (78.1)                      | 27.9 (82.2)                      | 31.4 (88.5)                      | 35.0 (95.0)                      | 35.6 (96.1)                      | 37.9 (100.2)                     | 30.6 (87.1)                      | 27.9 (82.2)                      | 21.9 (71.4)                      | 19.8 (67.6)                      | 37.9 (100.2)                     |
| متوسط درجة الحرارة الكبرى °م (°ف)                                                                                  | 2.5 (36.5)                       | 5.8 (42.4)                       | 11.0 (51.8)                      | 15.6 (60.1)                      | 20.8 (69.4)                      | 23.7 (74.7)                      | 25.9 (78.6)                      | 25.6 (78.1)                      | 21.2 (70.2)                      | 15.2 (59.4)                      | 8.0 (46.4)                       | 3.5 (38.3)                       | 14.9 (58.8)                      |
| المتوسط اليومي °م (°ف)                                                                                             | −1.2 (29.8)                      | 0.9 (33.6)                       | 5.3 (41.5)                       | 9.8 (49.6)                       | 15.0 (59.0)                      | 18.0 (64.4)                      | 19.7 (67.5)                      | 19.0 (66.2)                      | 14.8 (58.6)                      | 9.4 (48.9)                       | 3.9 (39.0)                       | 0.0 (32.0)                       | 9.6 (49.3)                       |
| متوسط درجة الحرارة الصغرى °م (°ف)                                                                                  | −4.9 (23.2)                      | −3.4 (25.9)                      | 0.1 (32.2)                       | 3.9 (39.0)                       | 8.6 (47.5)                       | 11.9 (53.4)                      | 13.5 (56.3)                      | 13.0 (55.4)                      | 9.4 (48.9)                       | 4.7 (40.5)                       | 0.3 (32.5)                       | −3.1 (26.4)                      | 4.5 (40.1)                       |
| أدنى درجة حرارة °م (°ف)                                                                                            | −26.9 (−16.4)                    | −26.4 (−15.5)                    | −18.0 (−0.4)                     | −5.8 (21.6)                      | −4.2 (24.4)                      | −0.1 (31.8)                      | 5.1 (41.2)                       | 2.1 (35.8)                       | −3.5 (25.7)                      | −8.6 (16.5)                      | −16.6 (2.1)                      | −22.4 (−8.3)                     | −26.9 (−16.4)                    |
| الهطول مم (إنش) | 31 (1.2)                         | 36 (1.4)                         | 47 (1.9)                         | 55 (2.2)                         | 72 (2.8)                         | 104 (4.1)                        | 97 (3.8)                         | 93 (3.7)                         | 81 (3.2)                         | 71 (2.8)                         | 70 (2.8)                         | 48 (1.9)                         | 805 (31.7)                       |
| متوسط أيام هطول الأمطار (≥ 0.1 mm)                                                                                 | 8.9                              | 8.2                              | 10.3                             | 11.9                             | 12.6                             | 14.4                             | 12.3                             | 11.4                             | 10.3                             | 10.2                             | 10.7                             | 10.6                             | 131.9                            |
| ساعات سطوع الشمس الشهرية                                                                                           | 65                               | 103                              | 148                              | 177                              | 233                              | 236                              | 265                              | 253                              | 182                              | 130                              | 72                               | 57                               | 1٬913                            |
| المصدر: Slovenian Enivironment Agency (ARSO), sunshine hours are for: Murska Sobota 1971-2000 (data for 1971-2000) |                                  |                                  |                                  |                                  |                                  |                                  |                                  |                                  |                                  |                                  |                                  |                                  |                                  |

## المدن التوأمة
مدينة إنغولشتات هي مدينة توأمة لـموسكا سوبوتا.

## أعلام
- توميسلاف ترنر
- ميلان أوستيرتس
- فابيان سيبوت
- بوشتيان كافاش
- دييان نيميتش